# États-Unis-Nouvelle-Zélande en rugby à XV
Cet article retrace les confrontations entre l'équipe des États-Unis de rugby à XV et l'équipe de Nouvelle-Zélande de rugby à XV. Les deux équipes se sont affrontées à quatre reprises dont une fois en Coupe du monde. Les Néo-Zélandais ont remporté toutes les rencontres.

## Confrontations
| No | Date              | Lieu                                       | Match                         | Score    | Compétition              |
| -- | ----------------- | ------------------------------------------ | ----------------------------- | -------- | ------------------------ |
| 1  | 15 novembre 1913  | California Field, Berkeley - États-Unis    | États-Unis – Nouvelle-Zélande | 3 – 51   | Test match               |
| 2  | 8 octobre 1991    | Kingsholm Stadium, Gloucester - Angleterre | Nouvelle-Zélande – États-Unis | 46 – 6   | Coupe du monde (poule A) |
| 3  | 1er novembre 2014 | Soldier Field, Chicago - États-Unis        | États-Unis – Nouvelle-Zélande | 6 – 74   | Test match               |
| 4  | 23 octobre 2021   | FedEx Field, Washington - États-Unis       | États-Unis – Nouvelle-Zélande | 14 – 104 | Test match (tournée)     |